# Olais
Olais is een bestuurslaag in het regentschap Timor Tengah Selatan van de provincie Oost-Nusa Tenggara, Indonesië. Olais telt 1269 inwoners (volkstelling 2010).